# Erwin Keusch
Erwin Keusch (* 22. Juli 1946 in Zürich) ist ein Schweizer Fernsehregisseur und Drehbuchautor.

## Leben
Er studierte von 1965 bis 1968 Germanistik, Psychologie und Geschichte an der Universität Zürich und anschliessend Theatergeschichte und Germanistik in München. Als Autodidakt begann er mit der Herstellung von Filmen, später drehte er im Auftrag von Fernsehanstalten.
Viel Lob erntete er für seinen ersten Kinofilm Das Brot des Bäckers (1976), für den er auch das Drehbuch geschrieben hatte und dafür 1977 mit dem Filmband in Silber sowie 1978 mit dem Ernst-Lubitsch-Preis ausgezeichnet wurde.
Sein Film Der Flieger wurde 1987 für den Deutschen Filmpreis als Bester Spielfilm nominiert und erhielt im gleichen Jahr den Gilde-Filmpreis in Silber als Bester nationaler Film.
Keusch führte für zahlreiche Fernsehfilme und Episoden für Fernsehserien Regie, darunter Tatort, Die Kommissarin, Polizeiruf 110, Doppelter Einsatz und Bella Block.
Er ist Mitglied der Deutschen Filmakademie.

## Filmografie (Auswahl)
- 1976: Das Brot des Bäckers (Regie und Buch/Co-Autor Karl Saurer)
- 1979: Soweit das Auge reicht (Regie und Buch)
- 1980: Ein Mann fürs Leben (Fernsehfilm)
- 1981: Der Hunger, der Koch und das Paradies (Fernsehfilm, Regie und Buch/Co-Autor und Co-Regie Karl Saurer)
- 1983: Kerbels Flucht (Fernsehfilm)
- 1983: Der Fahnder (Fernsehserie, 5 Folgen)
- 1984: Das leise Gift (Fernsehspiel, Regie und Buch)
- 1985: In der Bärengrube (Fernsehfilm)
- 1986: Der Flieger
- 1988: Das Jahrhundert der Detektive (Fernsehreihe, 8 Teile, Regie und Drehbuch)
- 1989: Eurocops (Fernsehzweiteiler)
- 1990: Im Schatten der Gipfel (Fernsehserie)
- 1991: Willkommen im Paradies (Fernsehfilm)
- 1992: Tatort: Kainsmale (Fernsehreihe)
- 1993: Die Kommissarin (Fernsehserie, 7 Folgen, 1 Drehbuch)
- 1994: Tatort: Die schwarzen Bilder (Fernsehreihe)
- 1995: Tatort: Tod eines Auktionators (Fernsehreihe)
- 1995: Schwurgericht (Fernsehreihe)
- 1997: Bella Block: Geldgier (Fernsehfilm)
- 1997: Polizeiruf 110: Im Netz der Spinne (Fernsehfilm)
- 1997: Der Mann für alle Fälle (Fernsehreihe)
- 1998: Die letzte Chance (Fernsehfilm)
- 1998: Im Netz der Lüge (Fernsehfilm)
- 1999: Auf schmalem Grat (Fernsehfilm)
- 1999: Doppelter Einsatz: Lebendig begraben (Fernsehfilm)
- 2000: Liebe ohne Fahrschein (Fernsehfilm)
- 2000: Die Helden: Werwolf (Fernsehfilm)
- 2000: Die Helden: Der vierte Reiter (Fernsehfilm)
- 2001: Das Schneeparadies
- 2001: Lilly unter den Linden (Fernsehfilm)
- 2002: Endloser Horizont (Drehbuch, Zweiteiler)
- 2002: Der Auftrag – Mordfall in der Heimat (Fernsehfilm)
- 2002: Der Unbestechliche (Fernsehfilm)
- 2003+2007: Familie Dr. Kleist (Fernsehserie, Folgen 1–4, Folgen 35–39)
- 2003: Sehnsucht nach Liebe (Fernsehfilm)
- 2004: Double Trouble (Drehbuch mit Ann-Kathrin Kramer)
- 2005: Unter weißen Segeln – Odyssee der Herzen (Fernsehfilm)
- 2005: Bis in die Spitzen (Fernsehserie, Folge 11–13)
- 2006: Unter weißen Segeln – Frühlingsgefühle (Fernsehfilm)
- 2006: Schöne Aussicht (Fernsehfilm)
- 2006: Notruf Hafenkante (Fernsehserie, 4 Folgen)
- 2007–2009: SOKO Donau/Wien (Fernsehserie, 15 Folgen)
- 2008–2011: Aktenzeichen XY … ungelöst (Fernsehmagazin, 46 Kurzfilme)